# Orthotrichia triton
Orthotrichia triton is een schietmot uit de familie Hydroptilidae. De soort komt voor in het Oriëntaals gebied.